# Adeodatus (Augustinus)
Adeodatus (lateinisch „von Gott geschenkt“; * Sommer 372; † nach 388) war ein Sohn des Augustinus von Hippo und seiner namentlich nicht bekannten Lebensgefährtin.
Über das Leben des Adeodatus sind im Wesentlichen nur die spärlichen aus den Confessiones bekannten Fakten überliefert. Augustinus trennte sich in Italien aus Anlass seiner Bekehrung zum Christentum nach 15-jähriger Beziehung von seiner Lebensgefährtin und veranlasste sie zur Heimreise nach Africa. Adeodatus blieb beim Vater und wurde gemeinsam mit diesem Ostern 387 von Ambrosius von Mailand getauft. Er starb vermutlich bald nach der Ende 388 erfolgten Rückkehr seines Vaters in dessen Heimatstadt Thagaste, also vermutlich um das Jahr 389/90, doch ist eine genaue Datierung nicht möglich.“
In seinem Werk De magistro (Über den Lehrer/Der Lehrer), das im Jahr 388 oder kurz danach entstanden ist, behandelt Augustinus sprachphilosophische Themen in einem fiktiven Dialog mit seinem kurz zuvor verstorbenen Sohn.